# Clovia victoriana
Clovia victoriana är en insektsart som beskrevs av Victor Lallemand 1942. Clovia victoriana ingår i släktet Clovia och familjen spottstritar. Inga underarter finns listade i Catalogue of Life.